# 莫尔方丹
莫尔方丹（法語：Morfontaine，法語發音：[mɔʁfɔ̃tɛn]）是法国默尔特-摩泽尔省的一个市镇，属于布里埃区。

## 地理
莫尔方丹（49°26'40"N, 5°48'30"E）面积11.42 平方千米，位于法国大東部大區默尔特-摩泽尔省，该省份为法国东北部内陆省份，是洛林的一部分，北邻比利时、卢森堡，北起顺时针与摩泽尔省、下莱茵省、孚日省和默兹省接壤。
与莫尔方丹接壤的市镇（或旧市镇、城区）包括：布雷安拉维尔、菲利埃、莱镇、蒙图瓦城、维莱拉蒙塔涅。

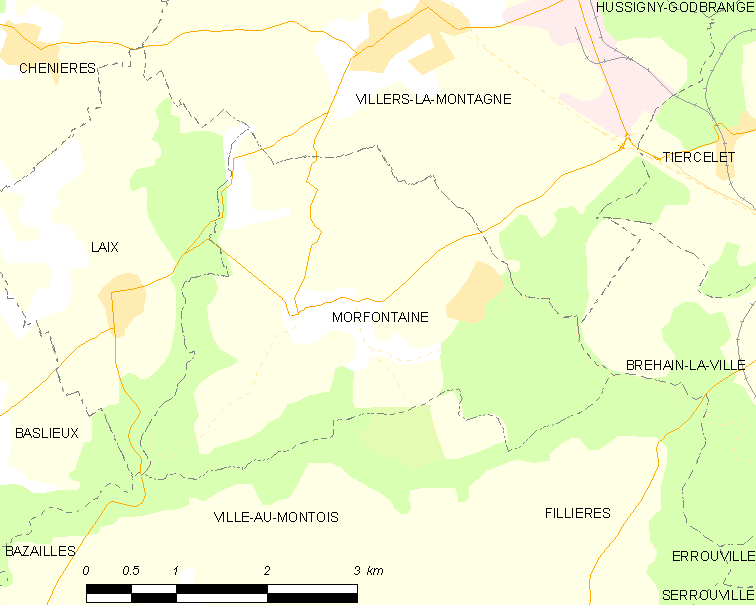
莫尔方丹的OSM定位图

莫尔方丹的时区为UTC+01:00、UTC+02:00（夏令时）。

## 行政
莫尔方丹的邮政编码为54920，INSEE市镇编码为54385。

## 政治
莫尔方丹所属的省级选区为维勒吕县。

## 人口

1962-2008年间莫尔方丹人口变化图示

莫尔方丹于2022年1月1日时的人口数量为1076人。